# Drepanofoda atrata
Drepanofoda atrata là một loài bướm đêm trong họ Noctuidae.